# Lepidochrysops ringa
Lepidochrysops ringa är en fjärilsart som beskrevs av Tite 1959. Lepidochrysops ringa ingår i släktet Lepidochrysops och familjen juvelvingar. Inga underarter finns listade i Catalogue of Life.